# Chiesa dei Santi Lucia e Marcello
La chiesa dei Santi Lucia e Marcello è una chiesa pistoiese del XVIII secolo, dedicata a santa Lucia e san Marcello Papa. L'edificio si trova a Vinacciano, nel comune di Serravalle.

## Descrizione
Sorse come oratorio dedicato a Santa Lucia dipendente dall'antica pieve di San Marcello, che sostituì, acquisendone anche il titolo. Nell'altare di sinistra si trova un'iscrizione che ricorda che fu eretto nel 1710 per ricevere l'immagine di San Marcello trasferita dalla vecchia pieve. Sopra l'altare si trovava la Madonna col Bambino e i santi Marcello, Bartolomeo e Giovannino, di Leonardo Malatesta, ora al Museo diocesano di Pistoia. La Vergine del dipinto è una Madonna del Carmine, come la statua conservata all'interno di una residenza lignea settecentesca, che viene portata solennemente in processione a luglio. 
Dietro l'altare maggiore si trova la tela con Santa Lucia tra Sant'Antonio abate e San Luigi Gonzaga attribuita a Pietro Marchesini.